# La Taupe, la Mafia et le Nounours
La Taupe, la Mafia et le Nounours (The Mole, the Mob and the Meatball) est le troisième des six épisodes de la compilation de jeux vidéo Sam and Max : Saison 1 développée par Telltale Games et vendue d'abord par téléchargement à partir du 25 janvier 2007 sur le portail américain Gametap puis à partir du 8 février 2007 sur le site du développeur Telltale Games.

## Trame

### Synopsis
Sam et Max se lancent dans une bataille contre le crime organisé de la Mafia des Jouets en infiltrant le casino de Don Ted E. Bear et en essayant de retrouver une taupe de la police qui s'y est déjà infiltrée.
Ils vont devoir rentrer dans le cercle de confiance du Don en montrant leur loyauté...

### Personnages secondaires rencontrés
- Bosco est désormais déguisé en personnage espagnol (français en version originale) portant un béret basque. Il refuse de vendre les articles de la Mafia des Jouets malgré leurs menaces. Pour 10 millions de dollars, il veut bien vendre à Sam et Max la dernière innovation de BoscoTech : un système d'enregistrement espion.

- Sybil Pandemik a encore changé de métier : elle est désormais un faux témoin professionnel auprès des tribunaux et est désormais sur la liste de la Mafia des Jouets des personnes à éliminer.

- Jimmy "Deux-Dents" a quitté les PO-2-BB et a pour activité principale le recel.

- Leonard Steakcharmer est un joueur professionnel de poker indien. C'est également un excellent tricheur que Sam va devoir vaincre aux cartes.

- Chuckles est le bras-droit de Don Ted E. Bear.

- Don Ted E. Bear est propriétaire de casino et patron de la Mafia des Jouets.

### Parodies
- Le jeu Whack Da Ratz fait référence au Wak A Rat de Sam and Max: Hit the Road.

- L'épisode fait référence à la trilogie du cinéma Le Parrain. Entre autres, le mot de passe pour entrer dans la zone privée du casino est une réplique de ce film. En version originale, la réplique choisie est « Leave the gun, take the cannolis  ». En version française, il s'agit d'une autre réplique : « Je vais te faire une offre qu'on ne refuse pas ».

- Dans la version originale, Bosco, le vendeur paranoïaque est déguisé en personnage français et tente de parler avec un accent français. La version française ne pouvant pas reprendre ce point, Bosco a finalement un déguisement et un accent espagnol.

## Accueil
- Adventure Gamers : 3,5/5[2]